# Aššurbanipal
Aššurbanipal (akkadsky: Aššur-báni-apli  – „Aššur vytvořil [dalšího] syna“ nebo „Aššur stvořil dědice“, česky a v umění dříve Sardanapal, ztotožňován podle Marka Iuniana Iustina) se narodil roku 685 př. n. l. jako syn Asarhaddona a byl posledním významným králem tzv. novoasyrského období. Vládl v letech 669–631 př. n. l., zemřel roku 627 př. n. l. Je považován za velice vzdělanou osobnost, založil první systematicky organizovanou knihovnu na Blízkém východě, tzv. Aššurbanipalovu knihovnu, jejíž sbírky se částečně uchovaly dodnes.
V Bibli je nazýván 'As(e)nappar nebo Osnapper (Ezdráš 4, 10), římský historik Justinus užívá jména Sardanapalus.

## Mládí
Aššurbanipal se narodil na sklonku asyrské dominance, která trvala více než 1 300 let. Jeho otec, Asarhaddon, nejmladší syn Sinacheriba, se stal následníkem trůnu poté, co byl korunní princ Aššur-nadin-šumi sesazen rebely jako údajný babylonský vazal. Asarhaddon nebyl synem Sinacheribovy královny Tašmetum-šarat, ale jedné z „palácových dam“ západosemitského původu, Zakutu, známou pod jejím rodovým jménem – Naqui'a. Jedinou známou královnou za Asarhaddona byla Ašur-hamat, která zemřela roku 672 př. n. l.
Aššurbanipal vyrůstal v malém paláci nazývaném bit reduti (dům následnictví), postaveném jeho dědem Sinacheribem v období, kdy byl korunním princem v severní části Ninive. Roku 694 př. n. l. Sinacherib dokončil stavbu „Paláce bez rivala“ v jihozápadním cípu metropole, přičemž zachoval většinu starších struktur. „Dům Následnictví“ se stal domovem Asarhaddona, tehdy korunního prince. V tomto paláci byl zavražděn Aššurbanipalův děd. Byl zabit Aššurbanipalovými strýci, Arda-Mulussuem a Nabu-šarra-usurem – identifikovanými pouze v biblické zmínce jako Adrammelek (Adramelech) a Šarezer. Důsledkem této konspirace je Asarhaddonův nástup na trůn roku 681 př. n. l. Asarhadon pro sebe vybudoval novou rezidenci – bit masharti (dům zbraní, zbrojnice). „Dům následnictví“ přenechal své matce a mladším dětem, včetně Aššurbanipala.

Aššurbanipal na lovu, palácový reliéf z Ninive.

Dodnes jsou nám známa jména jeho pěti bratrů a jedné sestry. Sin-idin-apla, první korunní princ, zemřel před rokem 672 př. n. l. Protože se nepředpokládalo, že by se dostal k trůnu, byl Aššurbanipal za svého mládí školen v té době obvyklých oborech, jezdectví, lovu, vozatajství – ovládání válečných vozů (chariotů), válečnictví, základům řemesel, a v neposlední řadě královskému dekoru. V ojedinělém autobiografickém projevu Aššurbanipal popisuje další obory, do kterých byl zasvěcen ve svém mládí: věštění z oleje, matematiky, psaní a četby. Aššurbanipal byl jediným asyrským králem, který se naučil číst a psát.[zdroj?]

## Nástup na trůn
Roku 672 př. n. l., po smrti své manželky, král Asarhaddon přeorganizoval systém následnictví podle doporučení své matky. Využil k tomu podrobených médských náčelníků, které donutil k uzavření tzv. „vazalské dohody“. V té se mimo jiné náčelníci pod přísahou zavázali garantovat (jménem svým i svých potomků) asyrský trůn pro Aššurbanipala a babylonský pro Šamaš-šum-ukina, Aššurbanipalova staršího bratra; to vše pro případ, že by Asarhaddon zemřel v době, kdy by jeho synové byli příliš mladí pro případné boje o moc. Původně byl Asarhaddonovým následníkem jeho nejstarší syn Sin-idin-apla, ale v témže roce zemřel. Monumentální stéla vztyčená o dva roky později v severozápadní provincii znázorňuje Asarhaddona (s výrazem velké úlevy na tváři) a oba jeho syny po jeho boku. Tyto portréty (nejstarší podobizny Aššurbanipala a jeho bratra) znázorňují oba s plnovousem – symbolem dospělosti.
Poté se cesty obou princů rozdělily. V dochované korespondenci Šamaš-šum-ukin informuje svého otce o situaci v Babylonu, zatímco Aššurbanipala (který zůstal v Asýrii) v dopisech tituluje jako korunního prince. Situace se vyhrotila roku 669 př. n. l., kdy v průběhu egyptské kampaně náhle umírá král Asarhaddon. Jeho matka Zakutu okamžitě požadovala všeobecnou podporu pro Aššurbanipalův nárok na trůn a přísné tresty pro případy zrady. To dokazuje, jak vlivnou osobou byla tato žena na počátku Aššurbanipalovy vlády. Oficiální korunovace proběhla druhého měsíce roku 668 př. n. l. a v témže roce Aššurbanipal ustanovil svého bratra králem Babylónu. Převod výkonné moci proběhl hladce a duální vláda obou bratrů mohla začít. V textech je jejich vzájemný vztah v té době popisován jako vřelý; v mnoha případech je dokonce označují za dvojčata. Stejně však bylo jasně dáno najevo, že Aššurbanipal, jako král asyrský a jako jeho předkové, byl také „králem všehomíra“.

## Války
I když byl mezi svými oblíbeným panovníkem, byl naopak mezi nepřátelskými národy znám pro svou extrémní krutost vůči poraženým vůdcům. Zachovalo se mnoho obrazů, ve kterých je jeho krutost dokonce zvýrazněna, dokazujíce jeho hrdost nad svými činy. Příkladem je několik uměleckých děl ukazujících Aššurbanipala jak připevňuje psí obojek (řetěz) s vodítkem skrz čelist poraženému králi a pak ho donutí žít ve psí boudě.

### Egypt
Aššurbanipal nezdědil po Asarhadonovi jen trůn, ale také válečný konflikt s Egyptem a jeho kušitskými panovníky, králi 25. dynastie. Roku 667 př. n. l. vyslal Aššurbanipal asyrskou armádu do Egypta. Výprava je úspěšná, egyptský král Taharka je v bitvě u Memfisu na hlavu poražen a Asýrie si udržuje svůj vliv na egyptské půdě. Několik egyptských vazalů se v té době pokouší o rebelii, ale asyrská armáda povstání potlačila. Všichni velitelé vzbouřenců byli posláni do Ninive, pouze Neko I. (princ ze Sau) přesvědčil Aššurbanipala o své loajalitě. To mu vyneslo návrat do Egypta a následně i titul egyptského krále.
Po Taharkově smrti r. 664 př. n. l. vtrhl do Horního Egypta jeho synovec a následník Tanotamon, dobyl jej a ustanovil Théby hlavním městem. U města Memfis porazil ostatní egyptské prince, včetně Neka I., který v bitvě málem zahynul. Aššurbanipal poslal další armádu proti Tanotamonově vojsku a opět se mu podařilo Kušity porazit. Tanotamon se stáhl na jih do své domoviny a k dalším válečným tažením z jeho strany již nedošlo. Asyřané vyrabovali Théby a domů přivezli obrovskou válečnou kořist.
Jak asyrský vliv v Egyptě skončil není zcela jasné, víme však, že Nekův syn Psammetik I. získal Egyptu nezávislost a zároveň udržel přátelské vztahy s Asýrií.
V soudobých textech byl nalezen zajímavý příběh, popisující jak měl lýdský král Gýgés ve snu vnuknutí seslané asyrským bohem Aššurem. Ve snu mu bylo sděleno, že pokud se poddá Aššurbanipalovi, podaří se mu porazit jeho vlastní nepřátele. Poté, co poslal vyslance do Asýrie, skutečně se mu podařilo porazit Kimmerie. Když však později podpořil egyptský odboj proti Asyřanům, jeho vojska byla poražena armádou z Kilíkie a Kimmerijci.

### Elam
V té době fungovala duální monarchie bez problémů. Na žádost svého bratra mu poslal Aššurbanipal sochu boha Marduka jako znamení dobré vůle. Šamaš-šum-ukinova moc byla omezená. Byl sice oficiální hlavou Babylonie, ale většina výkonné moci byla v Aššurbanipalových rukou. Zpočátku vládl mír i na hranicích s Elamem, který byl stále v područí jejich otce. Aššurbanipal dokonce prohlašoval, že poslal do Elamu potraviny v době hladomoru. Okolo roku 664 př. n. l. se však situace změnila. Urtaku, elamitský král, překvapivě zaútočil na Babylonii. Asýrie se zdržela s vysláním pomoci; důvody mohly být dva: Aššurbanipal se nechal ukonejšit zprávami elamských vyslanců, nebo se prostě nacházel mimo svůj dvůr. Nakonec byli Elamité nuceni ustoupit před asyrskou armádou a ve stejném roce Urtaku umírá. Jeho nástupcem se stal Teumman (Tempti-Kumma-In-Šušinak), který ale nebyl legitimní následník trůnu. To vedlo k útěku mnohých elamských princů k Aššurbanipalovu dvoru. Mezi uprchlíky byl i nejstarší Urtakův syn Humban-Nikaš. V letech 658–657 př. n. l. se obě říše utkaly znovu. Důvodem byla zrada provincie Gumbulu vůči Asýrii. Aššurbanipal se rozhodl je s konečnou platností potrestat. Na druhé straně se Teumman obával o svou autoritu kvůli princům setrvávajícm na asyrském dvoře a požadoval na Aššurbanipalovi jejich vydání. Po průniku asyrských vojsk do Elamu se obě vojska střetla v bitvě u řeky Ulaja.
Elam byl v bitvě rozdrcen a podle asyrských reliéfů během bitvy Teumman spáchal sebevraždu. Aššurbanipal dosadil Humban-Nikaše za krále Madaktu a dalšího prince, Tammaritu, jako vládce města Hidalu. Elam se tak stal dalším vazalským územím Asýrie s povinností platit tribut. S elamským problémem smeteným ze stolu si mohl Aššurbanipal konečně vyřídit staré účty s gumbulskou provincií, kde dobyl i její hlavní město. Vítězná armáda pak pochodovala zpět domů, přičemž Aššurbanipal nezapomněl s sebou vzít i hlavu poraženého krále Teummana. Když jí při příjezdu do Ninive spatřili elamští ambasadoři, jeden z nich okamžitě spáchal sebevraždu a jiný si podle starého zvyku vyrval vousy. Jejich ponížení tím však neskončilo, hlava elamitského krále byla poté vystavena v přístavu v Ninive. Smrt a hlava Teummana byla později vděčným tématem reliéfů a maleb v Aššurbanipalově paláci.

### Babylon
V té době se zvětšovaly neshody mezi bratry a vyvrcholením vzájemných třenic bylo protiasyrské povstání Babylónu roku 652 př. n. l. Tentokrát však měl Babylon spojence – asyrské chaldejské kmeny, krále Gutiů, Amurrů, Malluhy a hlavně samotný Elam. Podle pozdější aramejské zprávy Šamaš-šum-ukin oficiálně vyhlásil svému bratru válku dopisem, v kterém ho označil jako pouhého místodržícího Ninive a jako svého poddaného. Asyřané opět váhali s odpovědí, tentokrát z důvodů nepříznivých znamení a věšteb. Není zcela jasné jak vzpoura ovlivňovala samotné asyrské vnitrozemí, ale prokázané nepokoje v některých městech ukazují, že i zde mohl mít Aššurbanipal jisté potíže. Když byl Babylon konečně napaden, Asyřané opět prokázali svou válečnou sílu. Navíc i v oblasti Babylonie vypukla občanská válka, která omezila vojenskou pomoc pro Babylon. Roku 648 př. n. l. Aššurbanipal již obléhá dvě hlavní centra vzpoury – Borsippu a Babylon. Bez nepřicházející pomoci byla jejich situace beznadějná. Po téměř dvouletém obléhání umírá Šamaš-šum-ukin ve svém hořícím paláci, jen krátce před tím, než se město vzdalo. Tentokrát Babylon nebyl zničen jako za Senacheriba, avšak neunikl hroznému krveprolití a masakrům vzbouřenců. Aššurbanipal dovolil, aby si Babylon podržel svou nezávislost, ale ta se stala ještě více formální, než byla kdykoliv předtím. Nový babylonský král Kandanalu po sobě nezanechal žádné oficiální záznamy, pravděpodobně byla jeho funkce jen obřadní.

## Na sklonku asyrské dominance
Poslední dekáda Aššurbanipalovy vlády byla pro Asýrii již poměrně klidným obdobím. Stát však evidentně slábl. Zdroje o Aššurbanipalově vládě z tohoto období jsou již jen kusé, poslední potvrzení o jeho panování pochází z jeho 38. roku na trůnu (631 př. n. l.), ale podle pozdějších zdrojů vládl až do roku 627 př. n. l.. Aššurbanipal se věnoval svým intelektuálním zájmům, byl sběratelem textů a archivářem své korespondence. Dochovaly se z ní tabulky s texty, spekuluje se, že jeho písemnosti se dostaly do proslulé knihovny Alexandrii.
Ačkoliv neznáme konkrétní příčiny, je evidentní že po jeho smrti nastal boj o moc. Mezi uchazeči o trůn byli Aššur-etel-iláni, jeho bratr Sinšariškun, velitel armády Sin-šumu-lišir a také pozdější babylonský král Nabopolassar; kdo bojoval proti komu není zcela jasné.

## Odraz v umění

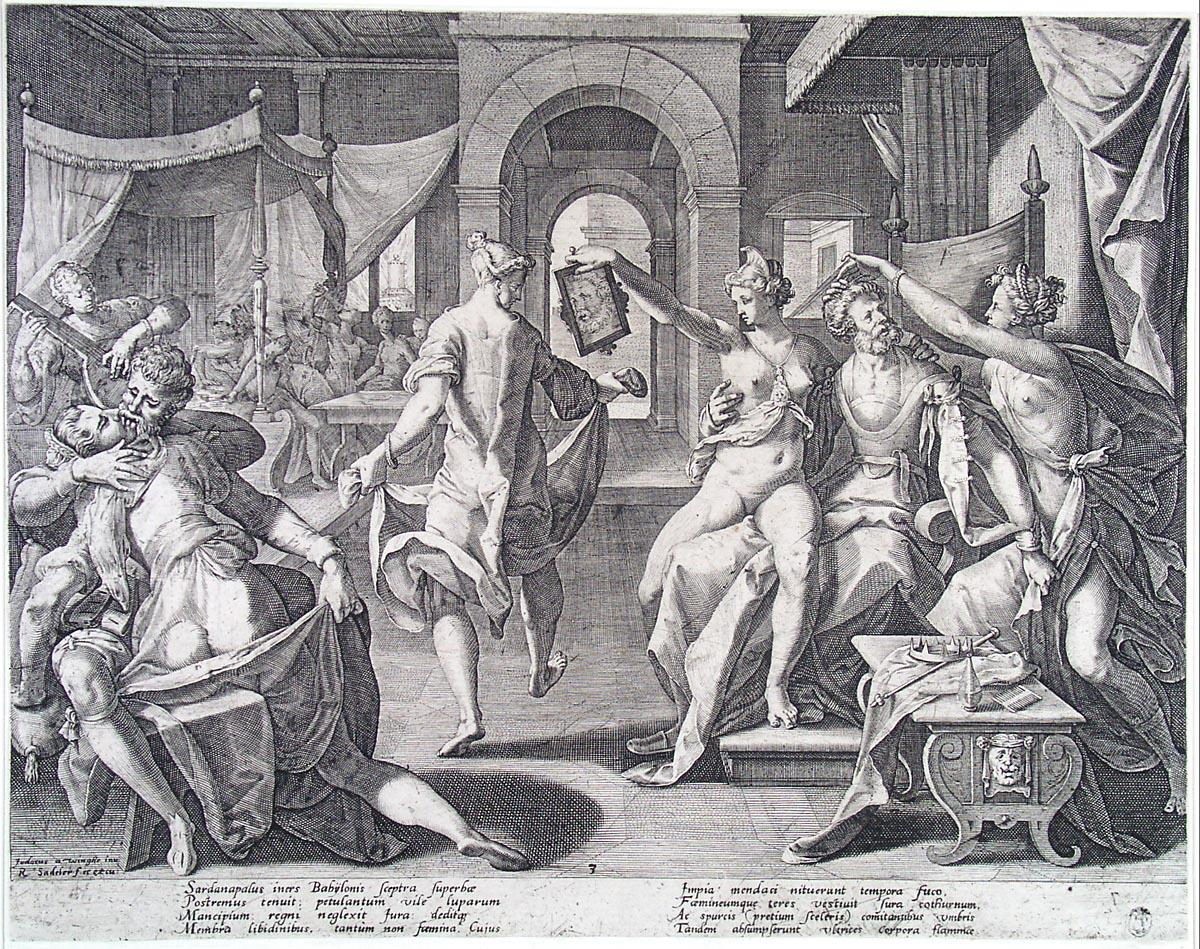
Rafael Sadeler podle Joose van Winghe: Sardanapal se ženami, mědiryt, 1588–1589

V evropské literatuře, divadelních dramatech, hudbě a výtvarném umění byl Aššurbanipal od středověku nazýván podle římského historika Marka Iuniana Iustina (který vycházel z dějin Persie řeckého historika Ktésiada) řeckým jménem Sardanapal a stal se příměrem prostopášného a krutého panovníka, symbolem a personifikací zkažených mravů pohanského Babylónu jako opaku k mravnosti křesťanské. Tradovalo se, že dal před smrtí povraždit všechny své konkubíny a sluhy.